# Jana Peterková (aktivistka)
Jana Peterková (* 28. února 1976) je česká dezinformátorka a bývalá moderátorka TV Nova. Během pandemie covidu-19 se profilovala jako politická aktivistka a šířila dezinformace o očkování proti nemoci. Za jejich šíření byla ve dvou různých kauzách shledána vinnou; v první kauze byla odsouzena za poškození dobrého jména k veřejné omluvě a peněžitému trestu a ve druhé za šíření poplašné zprávy nepravomocně k podmíněnému trestu odnětí svobody.

## Život a kariéra
Peterková působila v letech 1994–1998 jako moderátorka v televizi studio TES TV Praha poté jako reportérka TV Nova, kde v roce 2006 sledovala kauzu milionáře Tomáše Pitra. Stala se jeho přítelkyní a kvůli střetu zájmů byla z TV Nova propuštěna.
V roce 2010 byla Peterková obviněna policií pro pomluvu, křivé obvinění a křivou výpověď v kauze Tomáše Pitra.
Veřejně vystupovala proti státním opatřením kvůli pandemii koronaviru, svá vystoupení publikovala např. na svém kanálu na YouTube. Na sociálních sítích odvysílala, že po očkování proti covidu-19 v pečovatelském domě v Měšicích několik lidí zemřelo, což mělo být maskováno zfalšováním úmrtních listů. Odvolávala se přitom na bývalou zaměstnankyni domu, která později své výroky označila za lživé. Provozovatel domu vznesl žalobu na ochranu dobré pověsti a soud v lednu nepravomocně rozhodl, že se mu J. Peterková musí omluvit a zaplatit náhradu. Dne 22. srpna 2022 rozsudek nabyl právní moci a soud Peterkové nařídil kromě omluvy zaplatit žalující straně odškodné 250 000 korun.
V sněmovních volbách v roce 2021 měla původně kandidovat jako lídryně kandidátní listiny Aliance národních sil v Praze, ale z kandidátky byla nakonec ještě těsně před konáním voleb vyškrtnuta.
V souvislosti s tímto případem Peterková prohlásila, že hodlá kandidovat v prezidentských volbách 2023 a usilovala o vznik politické strany My 21.[nedostupný zdroj]: „V podstatě zcela zmizela svoboda slova, pokud mám být stíhaná za své aktivistické názory. Jsem politická aktivistka. Zahájím vlastní tour pro sehnání 50 tisíc podpisů a budu kandidovat na prezidentku.“ Kandidaturu k registraci Ministerstvem vnitra ale nikdy nepodala.
Peterková byla dále obviněna z trestaného činu šíření poplašné zprávy spáchaného v době nouzového stavu, ze který jí mohl být uložen trest odnětí svobody na dobu osmi let. Ve svých videích například tvrdila, že očkování proti covidu-19 bude povinné a bude vynucováno za pomoci armády pod pohrůžkou zastřelení, nebo že vojáci budou střílet děti na dětských hřištích. Státní zástupce jí navrhl uložit dvouletou podmínku. V únoru 2023 byla podmíněně odsouzena k dvouletému odnětí svobody. Proti rozsudku se odvolala. V květnu 2023 vtrhli během odvolacího jednání u Městského soudu v Praze v kauze šíření poplašných zpráv příznivci Peterkové do soudní síně, když se jim povedlo násilně vylomit dveře do místnosti. Dva lidé byli následně zadrženi. Soud pokračoval v jiné místnosti, což ale Peterkové nikdo neřekl. V její nepřítomnosti jí pak soud uložil Peterkové pravomocně dvouletý podmíněný trest s tříletou zkušební dobou. Peterková po rozsudku požádala ministra spravedlnosti, předsedkyni pražského městského soudu a Českou advokátní komoru o zahájení kárného řízení, neboť byla po násilném vniknutí davu do jednací síně odsouzena ve své nepřítomnosti, čímž měla soudkyně porušit zákon.
Server Seznam Zprávy ji v červnu 2023 zařadil do seznamu lidí, kteří vydělávají pomocí šíření strachu a manipulací. V té době proti ní bylo vedeno celkem sedm exekučních řízení. V lednu 2024 získala anticenu Makak roku udělovanou satirickou stránkou Paralelní listy. V červenci 2024 byla obžalována za trestný čin šíření poplašné zprávy. V červnu 2025 byla ovšem zproštěna obžaloby.